# SVT Malmö

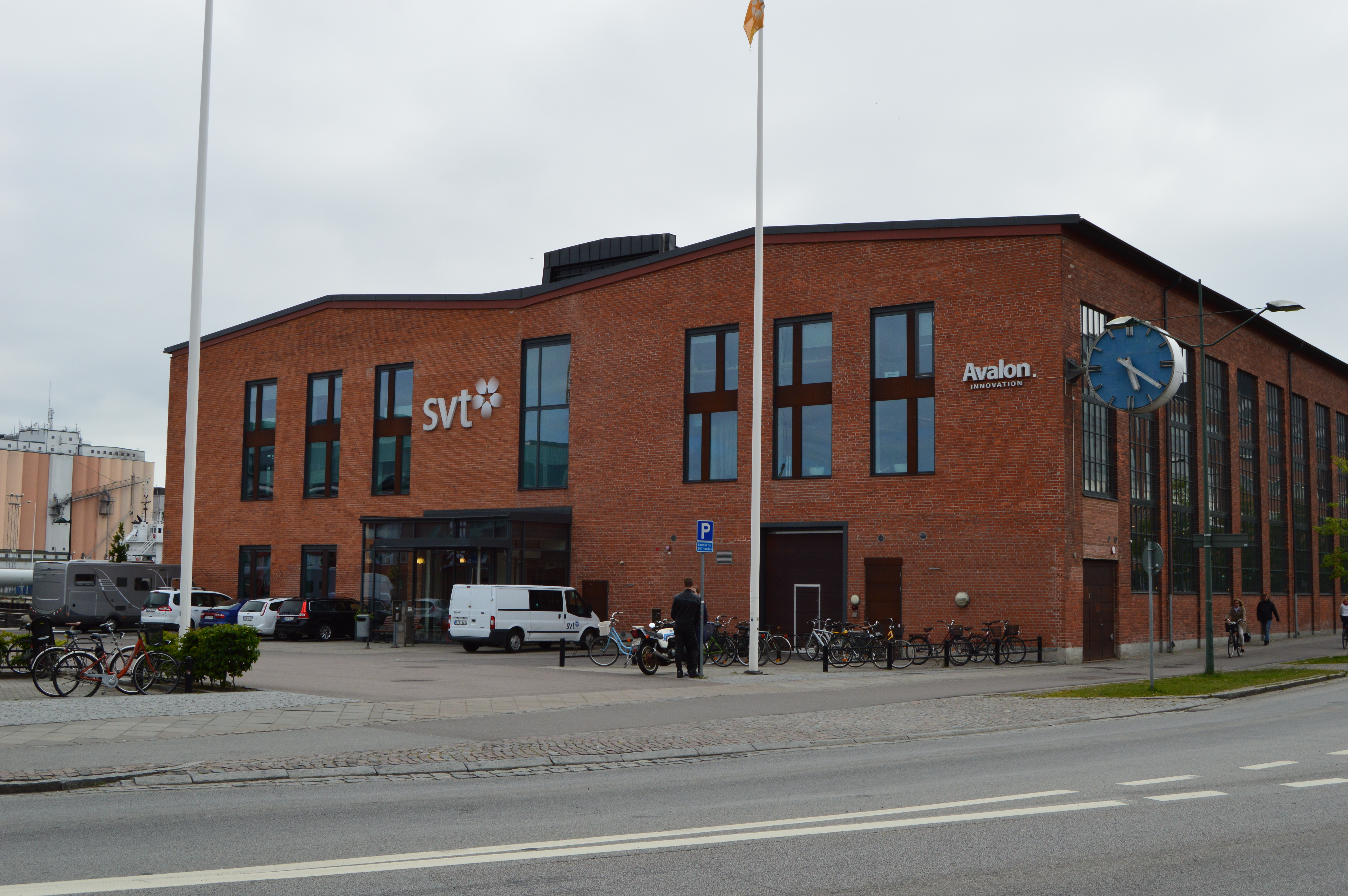
TV-huset i Västra hamnen.

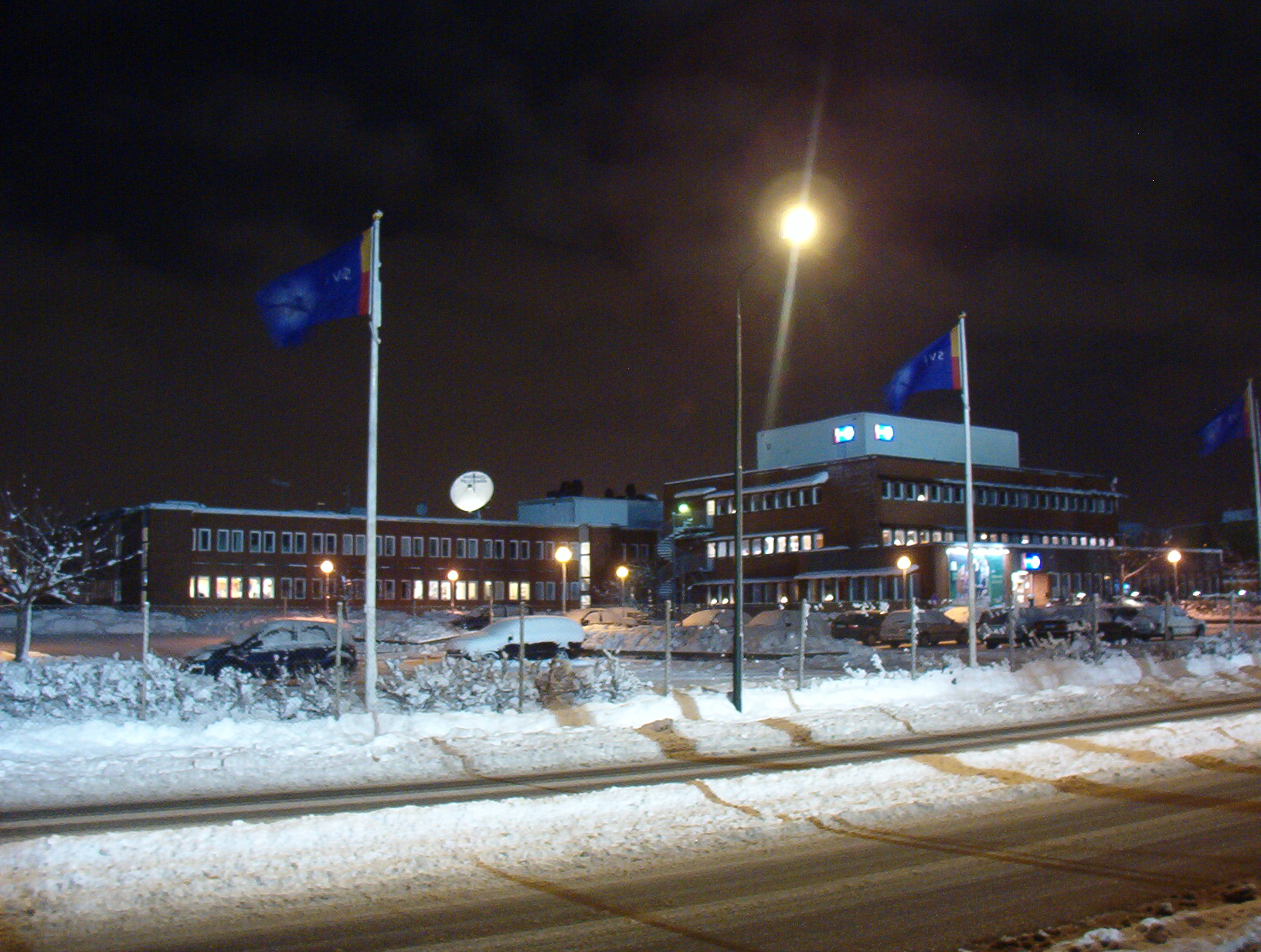
F. d. Tv-huset i Jägersro.

SVT Malmö, SVT Syd Malmö, "Malmö-TV", är Sveriges Televisions avdelning i Malmö.
Organisatoriskt har TV i Malmö historiskt ingått i olika enheter. Fram till 1970-talet var radio och TV:n en enhet. Åren 1987–1996 var SVT Malmö, som alla av tio distrikten, del av Sverigekanalen TV2. Senare bildade SVT Malmö och SVT Växjö produktionsenheten SVT Syd med gemensam ledning. Sedan 2008 finns inte längre några regionala produktionsenheter inom SVT. SVT:s allmän-TV- och nyhetsdivisioner har dock båda fortfarande verksamhet och personal i Malmö.

## Historik
I Sveriges inleddes TV-sändningar på försök i Stockholm och skulle så småningom utökas. I södra Sverige hade man dock kunnat se TV från Danmark sedan 1951. Det skulle dock dröja några år innan Stockholmssändningarna nådde Sydsverige. I väntan på detta tog Radiotjänst i Malmö initiativ till en sydsvensk TV-journal som skulle sändas via Köpenhamnssändaren. Sydsvenska journalen sändes för första gången den 22 december 1955. Denna upphörde 1958 när Stockholms-TV nådde södra Sverige.
Sveriges Radio i Malmö var i TV:s barndom beläget på Djäknegatan i centrala Malmö. 1959 invigdes ett för ändamålet byggt radio- och TV-hus på Baltzarsgatan 16. Det regionala nyhetsprogrammet Sydnytt startade 1970 och skulle snart sändas över Skåne och Blekinge. SVT Malmö etablerade sig i TV-huset på Agnesfridsvägen 111 i Jägersro i mitten av 1970-talet, då TV-verksamheten vid Sveriges Radio flyttade från lokalerna på Baltzargatan. Arkitekt på uppdrag av Byggnadsstyrelsen var kända Malmökontoret Thorsten Roos Arkitektkontor (idag Hultin & Lundquist Arkitekter). Sammanlagt omfattade det tv-huset 14 000 kvadratmeter.
Tidigare hade SVT Malmö en bred programproduktion som även inkluderade samhällsprogram och drama. I nya organisationer som införts efter 2003 har givit SVT Malmö ett snävare uppdrag. Från 2003 fokuserade Malmö på nöjesprogram. Malmö tog även över produktion från SVT Växjö.
Nya förutsättningar - tekniska och administrativa - minskade ytbehoven och behoven av studio av den omfattning som Jägersro erbjöd. Påsken 2010 sändes det sista Sydnytt-programmet från Jägersro och lokalerna lämnades till försäljning.
SVT Malmös verksamhet finns från 2010 inrymd i mindre lokaler, som hyrs, i Kockums före detta hallar intill Klaffbron på Stora Varvsgatan 2 på väg mot Västra hamnen, och är tänkt som del i framtida "mediakluster" med närhet till bl.a. Malmö högskola. Här finns administration och två mindre "spelplatser" (studior) samlade för produktion av lokala nyheter respektive den allmän-TV som SVT producerar i Malmö.
Eftersom SVT Malmö inte längre har en större studio för inspelning av drama eller program med studiopublik hyr man tillfälligt andra lokaler när sådana program ska produceras i regionen. Exempelvis har man spelat in talkshowen Robins på Slagthuset och Skånes dansteater och Intresseklubben på hotellet Scandic Star i Lund. En del program spelas in hos Film i Skåne i Ystad.
Sydnytt upphörde år 2015 och ersattes av SVT Nyheter Skåne, SVT Nyheter Blekinge och SVT Nyheter Helsingborg.

## Chefer
Fram till 1979 ansvarade Malmöchefen även för radio.
- Gunnar Ollén (1950-1979)
- Ingrid Edström (1979-1982)
- Ingvar Bengtsson (1982-1985)
- Bengt Linné (1985-2001)
- Carina Brorman (2001-2008)
- Christel Tholse Willers (2008-2012)
- Emma Kronqvist (2013-2017)

Från 2016 är samma person allmän-TV-chef för Malmö, Göteborg och Umeå.

## Program
Bland de program som producerats eller beställts av SVT Malmö finns:
- Bialitt, 1961–
- Lunds studentsångare hälsar våren, 1974-
- Här är ditt liv, 1980-1991
- Melodifestivalen i åren 1983, 1985, 1988, 1991, 1995, 1998 och 2001 samt Eurovision Song Contest 1992
- Solstollarna, 1985–1987
- Helt apropå, 1985-1992
- Åshöjdens BK, 1985
- Fräcka fredag, 1988
- Antikrundan, 1989-
- Bildjournalen, 1992–2003
- Mitt i maten, 1995-
- Reportrarna, 1995-2000
- Snacka om nyheter, 1995-2003
- Gröna rum, 1996–2005
- Djursjukhuset, 1997-
- Hippo, 1997–
- Upp till bevis, 1998-2003
- Bumerang, 1999-2003
- Hipp Hipp!, 2001–
- Anders och Måns, 2003–2004
- Bästa formen, 2003-2007
- Din släktsaga, 2003
- 24 Nöje/Nöjesnytt, 2003-2008[4]
- Sverige Nu, 2003-2006[5]
- Musikbyrån, flyttades till Malmö år 2003[6]
- Amigo, 2005–
- Sverige!, 2005[7]-
- Bingo Royale, 2006–2007, producerat i Stockholm men beställt av SVT Syd[8]
- Bobster, 2006-2010
- Robins, 2006-
- Veckans president, 2006-?[9]
- Budfirman Bums jullov, 2007-2008
- Söderläge, 2006-2008
- Grillad, 2009
- Sommarlov, 2009[10]–
- Hos Vicki, 2011-
- Arga doktorn[11], 2013